# 琪琪·帕瑪
蘿倫·琪雅娜·「琪琪」·帕瑪（英語：Lauren Keyana "Keke" Palmer，1993年8月26日—），美国女演员、歌手和电视名人。她以在喜剧戏剧作品中演出而闻名，曾获得黄金时段艾美奖、五项全国有色人种协进会形象奖，以及日间時段艾美奖和演员工会奖提名。她被《时代》雜誌列入2019年百大人物名单。 
帕瑪在《哈啦大髮師2》（2004）中首次亮相。 
帕瑪因其在尼克兒童頻道上的角色而获得认可，例如在情景喜剧《少女設計師》中飾演主角（2008-2011），又在動畫電視劇《魔法俏佳人》（2011-2014）中为艾莎配音，并扮演電視电影《Rags》中的主角（2012）。帕瑪凭借VH1传记电影黑人女子組合TLC傳記（2013）过渡到成熟角色，后来出演了惊悚片《Animal》（2014年）、喜剧恐怖片《尖叫女王》（2015-2016）、电视剧《柏林諜影》（2017-2019）、惊悚系列《驚聲尖叫》（2019）、犯罪片《舞孃騙很大》（2019）和《不！》（2022）中的主角。 2021年，她因在《Turnt Up with the Taylors》電視系列中的角色而获得黄金时段艾美奖。
帕瑪已经发行了三部EP，並主持脱口秀节目《Just Keke》（2014 年），并共同主持同為脱口秀节目的《Strahan, Sara and Keke》（2019-2020年），后者为她赢得了日间艾美奖最佳娛樂類脫口秀主持人的提名。

## 外部連結
- 琪琪·帕瑪在互联网电影资料库（IMDb）上的資料（英文）